# Polyforum Siqueiros
Polyforum Siqueiros è un cortometraggio documentario del 1971 diretto da Carlos Ortiz Tejeda e basato sulla vita del pittore messicano David Alfaro Siqueiros.